# Aname earthwatchorum
Aname earthwatchorum là một loài nhện trong họ Nemesiidae.
Aname earthwatchorum được miêu tả năm 1984 bởi Raven.